# Nassarina metabrunnea
Nassarina metabrunnea is een slakkensoort uit de familie van de Columbellidae. De wetenschappelijke naam van de soort is voor het eerst geldig gepubliceerd in 1901 door Dall & Simpson.